# Ventas (métro de Madrid)
Ventas est une station des lignes 2 et 5 du métro de Madrid, en Espagne.

## Situation
Sur la ligne 2, la station est située entre Manuel Becerra au sud-ouest, en direction de Cuatro Caminos, et La Elipa au sud-est, en direction de Las Rosas.
Sur la ligne 5, la station est située entre El Carmen à l'est, en direction de Alameda de Osuna et Diego de León à l'ouest, en direction de Casa de Campo.
Elle est établie sous la rue d'Alcalá, dans le quartier de Ventas, de l'arrondissement de Salamanca. Elle possède deux voies et deux quais latéraux sur chaque ligne.

## Historique
La station est mise en service le 14 juin 1924 comme terminus de la ligne 2, lors de l'ouverture à l'exploitation de la première section depuis Sol.
Le 28 mai 1964, une nouvelle section est mise en service jusqu'à la station Ciudad Lineal. Le 3 février 1970, les quais de la ligne 5 sont mis en service, lors de l'ouverture d'une nouvelle section depuis Callao. Le 20 juillet suivant, la section jusqu'à Ciudad Lineal est transférée à la ligne 5 et Ventas redevient terminus de la ligne 2. Elle le demeure jusqu'au 16 février 2007 quand est ouvert à la circulation le prolongement jusqu'à La Elipa.

## Service des voyageurs

### Accueil
La station possède deux accès équipés d'escaliers, mais sans escalier mécanique ni ascenseur.

### Intermodalité
La station est en correspondance avec les lignes d'autobus no 12, 21, 38, 53, 106, 110, 146, 210, N5 et N7 du réseau EMT.

## Site desservi
La station est située au pied des arènes de las Ventas.